# ユスラヤシ
ユスラヤシ (Archontophoenix alexandrae) は、ヤシ科の一種。別名、ゴウシュウヤシ、キングパーム。

## 分布
本来はオーストラリア東部（クイーンズランド州）にのみ見られるが、ハワイ諸島やトリニダード・トバゴにも持ち込まれている。

## 特徴
高さは10-25m。幹は径10センチメートル、若い時は緑色であるが、成熟すると灰白色となり、やや間隔の広い環状紋があって基部が肥大する。葉は長さ2mほどで羽状複葉であり、下面が灰白色となることが最大の特徴。果実は漿果で幅14ミリメートル、熟すと赤色となり、果皮は薄い。

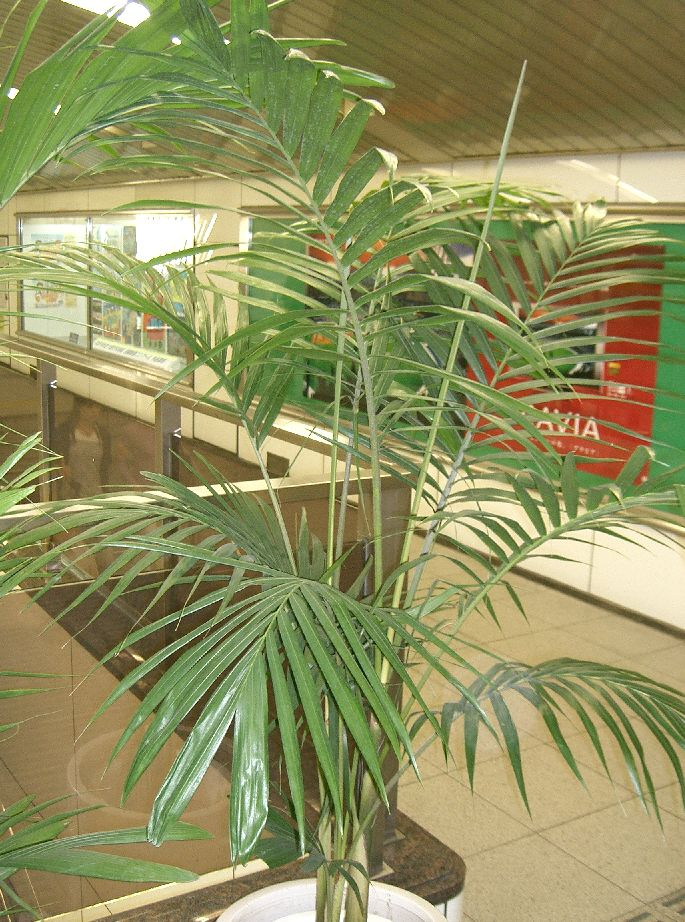
鉢植栽培

## 利用
日本では沖縄県や屋久島などで街路樹として植栽されている。また、大型の鉢に植えて観葉植物として栽培することも多い。